# Louise Rayner
Pour les articles homonymes, voir Rayner.

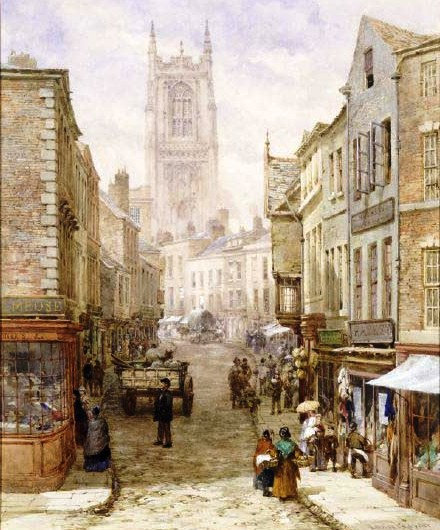
Irongate par Louise Rayner

Louise Ingram Rayner, née le 21 juin 1832 à Matlock Bath et morte le 8 octobre 1924 à St Leonards-on-Sea, est une aquarelliste britannique.

## Biographie
Louise est née à Matlock Bath dans le Derbyshire. Ses parents, Samuel Rayner et Ann Rayner (née Manser) sont tous deux des artistes connus, Samuel ayant été accepté pour une exposition à la Royal Academy alors qu'il avait 15 ans. Quatre des sœurs de Louise, — Ann (« Nancy »), Margaret, Rose et Frances ainsi que son frère Richard, — étaient aussi des artistes. La famille vivait à Matlock Bath et Derby avant de déménager à Londres en 1842.
Louise étudia la peinture depuis l'âge de 15 ans, avec l'aide de son père et par la suite avec des artistes établis, amis de la famille comme George Cattermole, Edmund Niemann, David Roberts et Frank Stone. Sa première œuvre exposée était intitulée The Interior of Haddon Chapel, montrée à la Royal Academy en 1852, la première d'une série de peintures à l'huile.
À partir de 1860 cependant, elle employa l'aquarelle, exposant ses œuvres pendant 50 ans via des organisations incluant la Society of Lady Artists, La Royal Academy, la Royal Watercolour Society et la Royal Society of British Artists.
Elle vécut à Chester sur les Marches galloises mais voyagea beaucoup, peignant des scènes britanniques, durant les étés des années 1870 et 1880. Ses tableaux sont des scènes de rues peuplées détaillées et très pittoresques captant le caractère « olde worlde » des villages et villes britanniques en pleine époque victorienne. Ses tableaux sont très populaires aujourd'hui en tant que reproductions et sur les puzzles. Vers 1910, elle déménagea avec sa sœur à Tunbridge Wells, et ensuite à St Leonards, où elle mourut en 1924.
Des collections de son œuvre sont détenues au Russell-Cotes Art Gallery & Museum, Bournemouth, au Derby Museum and Art Gallery et au musée Grosvenor, Chester, qui possède 23 de ses aquarelles, le plus grand nombre pour une collection publique.